# Полякова, Татьяна Викторовна
Татья́на Поляко́ва (настоящее имя — Татья́на Ви́кторовна Рога́нова; 14 сентября 1959, Владимир — 8 марта 2021, там же) — российская писательница, сценаристка, автор произведений в жанре «авантюрный детектив».

## Биография
Татьяна Полякова родилась 14 сентября 1959 года во Владимире. Окончила филологический факультет Ивановского государственного университета. Чтобы ребёнка приняли в детский сад, устроилась воспитателем и проработала там 14 лет.
С ранних лет для собственного удовольствия сочиняла приключенческие произведения. Её первая публикация относится к 1990 году (рассказ «Два с половиной раза замужем» // журнал «Фантакрим-МЕГА» № 1; Минск, 1990).
Публиковать авантюрные романы начала в 1997 году. С техникой «не дружила», придуманные истории записывала в тетрадях. За время писательской карьеры написала 95 романов, которые разошлись общим тиражом более 42 миллионов экземпляров. Является одним из самых издаваемых авторов в России.
Романы писательницы издавались в серии «Авантюрный детектив Татьяны Поляковой». По её книгам, начиная с 1999 г., снято одиннадцать фильмов и мини-сериалов: «Тонкая штучка» с Александрой Захаровой в главной роли, «Чёрта с два», «Как бы не так», «Строптивая мишень», «Тень стрекозы» и другие. Ряд книг Татьяны Поляковой переведён на иностранные языки (польский, болгарский, латышский). Она является лауреатом нескольких литературных премий (напр., польская премия «Большой калибр», 2008).
Писательница проживала во Владимире с мужем Александром. Сын Родион с семьёй живёт в Санкт-Петербурге.
Скончалась на 62-м году жизни 8 марта 2021 года от рака. Прощание с писательницей прошло во Владимирском Свято-Успенском Княгинином монастыре 10 марта 2021 года. Похоронена на Улыбышевском кладбище во Владимире.
Творческий архив Татьяны Поляковой (около 300 рукописей 1982—2019 гг.) по решению семьи писательницы передан в собрание Владимиро-Суздальского музея-заповедника.

## Творчество
В интервью журналу «Лиза» писательница сказала:
В своё время сказала, что уйду на пенсию после пятидесятой. Но увидела плакат в честь выхода сотой книги Дарьи Донцовой и подумала: «А мне слабо?» 
Всего выпустила девяносто девять книг.
- Деньги для киллера (1997)
- Ставка на слабость (1997)
- Тонкая штучка (1997)
- Я — ваши неприятности (1997)
- Строптивая мишень (1997)
- Как бы не так (1997)
- Чего хочет женщина (1997)
- Сестрички не промах (1998)
- Чёрта с два! (1998)
- Невинные дамские шалости (1998)
- Жестокий мир мужчин (1998)
- Отпетые плутовки (1999)
- Её маленькая тайна (1998)
- Мой любимый киллер (1999)
- Моя любимая стерва (2000)
- Последнее слово за мной (2000)
- Чумовая дамочка (2000)
- Интим не предлагать (2000)
- Овечка в волчьей шкуре (2000)
- Барышня и хулиган (2000)
- У прокурора век не долог (2000)
- Мой друг Тарантино (2001)
- Чудо в пушистых перьях (2001)
- Любовь очень зла (2001)
- Час пик для новобрачных (2002)
- Фитнес для красной шапочки (2002)
- Брудершафт с терминатором (2002)
- Миллионерша желает познакомиться (2002)
- Фуршет для одинокой дамы (2002)
- Амплуа девственницы (2003)
- Список донжуанов (2003)
- Ангел нового поколения (2004)
- Бочка но-шпы и ложка яда (2004)
- Мавр сделал своё дело (2005)
- Тень стрекозы (2005)
- Одна, но пагубная страсть (2006)
- Закон семи (2006)
- Сжигая за собой мосты (2007)
- Последняя любовь Самурая (2007)
- Невеста Калиостро (2008)
- 4 любовника и подруга (2009)
- Welcome в прошлое (2009)
- С чистого листа (2010)
- Моё второе я (2010)
- Уходи красиво (2011)
- Огонь, мерцающий в сосуде (2012)
- Два с половиной раза замужем (1990; рассказ)
- Она в моём сердце (2013)
- Тайна, покрытая мраком (2014)
- Выйти замуж любой ценой (2014)
- Судьба-волшебница (2016)
- Наследство бизнес-класса (2016)
- Змей-соблазнитель (2017)
- Время-судья (2017)
- Свой, чужой, родной (2018)
- Разрушительница пирамид (2019)
- Дневник чужих грехов (2019)
- Особняк с выходом в астрал (2021)

Серия «По имени Тайна»
- Две половинки Тайны (2020)

Серия «Таинственная четвёрка»
- Миссия свыше (2014)
- Коллекционер пороков и страстей (2015)
- Знак предсказателя (2017)
- В самое сердце (2018)
- Четыре всадника раздора (2020)

Серия «Особые поручения для Серба»
- Найти, влюбиться и отомстить (2014)
- Жаркое дыхание прошлого (2015)
- Не вороши осиное гнездо (2016)
- Сыщик моей мечты (2018)
- Голос, зовущий в ночи (2019)

Сериал «Фенька — Femme Fatale»
- И буду век ему верна? (2009)
- Единственная женщина на свете (2010)
- Трижды до восхода солнца (2011)
- Вся правда, вся ложь (2012)
- Я смотрю на тебя издали (2013)
- Небеса рассудили иначе (2014)

Сериал «Анфиса и Женька — сыщицы поневоле»
- Капкан на спонсора (1999)
- На дело со своим ментом (2000)
- Охотницы за привидениями (2001)
- Неопознанный ходячий объект (2001)
- «Коламбия пикчерз» представляет (2007)
- Честное имя (рассказ)
- Предчувствия её не обманули (2008)
- И жили они долго и счастливо… (рассказ)

Сериал «Ольга Рязанцева — дама для особых поручений»
- Всё в шоколаде (2002)
- Вкус ледяного поцелуя (2003)
- Эксклюзивный мачо (2003)
- Большой секс в маленьком городе (2004)
- Караоке для дамы с собачкой (2004)
- Аста Ла Виста, беби! (2005)
- Леди Феникс (2006)
- Держи меня крепче (2008)
- Человек, подаривший ей собаку (рассказ)
- Новая жизнь не даётся даром (2010)

Сериал «Одна против всех»
- Ночь последнего дня (2005)
- Та, что правит балом (2006)
- Все точки над i (2007)
- Один неверный шаг (2013)

Сериал «Изабелла Корн»
- Испанская легенда (2008)
- Неутолимая жажда (2011)

## Экранизации
- 1999 «Тонкая штучка»
- 2003 «Как бы не так» (2 серии)
- 2004 «Строптивая мишень» (4 серии)
- 2006 «Алмазы на десерт» (3 серии; по роману «Миллионерша желает познакомиться»)
- 2009 «Чёрта с два»
- 2015 «Тень стрекозы» (4 серии)
- 2016 «Выйти замуж любой ценой» (4 серии)
- 2016 «Мавр сделал своё дело» (4 серии)
- 2017 «Барышня и хулиган» (4 серии)
- 2019 «Девичий лес» (4 серии; по роману «У прокурора век недолог»)
- 2020 «Сжигая за собой мосты» (4 серии)